# Asterina (zeester)
Asterina is een geslacht van zeesterren uit de familie Asterinidae.

## Soorten
- Asterina fimbriata Perrier, 1875
- Asterina gibbosa (Pennant, 1777)
- Asterina gracilispina H.L. Clark, 1923
- Asterina hoensonae O'Loughlin, 2009
- Asterina lorioli Koehler, 1910
- Asterina pancerii (Gasco, 1870)
- Asterina phylactica Emson & Crump, 1979
- Asterina pusilla Perrier, 1875
- Asterina pygmaea Verrill, 1878
- Asterina squamata Perrier, 1875
- Asterina stellaris Perrier, 1875
- Asterina stellifera (Möbius, 1859)